# Epiphragma interspersum
Epiphragma interspersum är en tvåvingeart som beskrevs av Alexander 1953. Epiphragma interspersum ingår i släktet Epiphragma och familjen småharkrankar. Inga underarter finns listade i Catalogue of Life.